# Élections locales écossaises de 2007 à Falkirk
Pour un article plus général, voir Élections locales écossaises de 2007.

Les élections locales écossaises de 2007 à Falkirk se sont tenues le 3 mai 2007.

## Composition du conseil
Majorité absolue : 17 sièges
| Parti        | Sièges  |
| ------------ | ------- |
| Travailliste | 14 / 32 |
| SNP          | 13 / 32 |
| Indépendant  | 3 / 32  |
| Conservateur | 2 / 32  |